# Den tynde mand
Den tynde mand (originaltitel The Thin Man) er en amerikansk krimikomedie fra 1934, instrueret af W. S. Van Dyke.
Manuskriptet er skrevet af ægteparret Albert Hackett og Frances Goodrich, baseret på detektivromanen Den Tynde Mand af Dashiell Hammett. Filmen blev nomineret til 4 Oscars inklusiv bedste film i 1935.
I 1997 blev filmen tilføjet til National Film Registry og blev vurderet til at være "kulturelt, historisk eller æstetisk signifikant".
Filmen var så stor en succes at der blev lavet hele fem efterfølgere: Efter den tynde Mand (1936), Another Thin Man (1939), Den tynde mands skygge  (1941), The Thin Man Goes Home (1944) og Song of the Thin Man (1947).